# Small Wonder
Small Wonder, lançado no Brasil como Super Vicki, foi um seriado da década de 1980 transmitido pelo canal de televisão ABC entre os anos de 1985 a 1989. Foram no total 96 episódios. Foi produzido pela 20th Century Fox Television.
Tinha no elenco Dick Christine, Marla Pennington, Jerry Supiran, Emily Schulman e Tiffany Brissette, a protagonista da série.
No Brasil, a série foi originalmente apresentada na TV Globo entre 1987 e 1990, como atração da Sessão Comédia. Logo depois, no início da década de 90, começou a ser apresentada na Rede Record e na TV por assinatura pelos primórdios do Canal Fox.
Em Portugal, foi exibido na RTP nos anos 1980 e 90.

## Sinopse
Vicky é uma andróide com a aparência de uma menina de 10 anos, que vive junto a uma típica família de humanos. Seu nome verdadeiro é V.I.C.I. (Voice Input Child Indenticant). Foi construída pelo engenheiro Ted Lawson, especialista em robôs. É casado com Joan Lawson, e tem um único filho, Jamie.

## Elenco
- Dick Christie: Ted Lawson
- Marla Pennington: Joan Lawson
- Jerry Supiran: Jamie Lawson
- Emily Schulman: Harriet Brindle
- Tiffany Brissette: Vicky, a robô
- Daryl Bartley: Warren (1986-1987)
- William Bogert: Brandon Brindle (1986-1989)
- Alice Ghostley: Ida Mae Brindle (1988-1989)
- Edie McClurg: Bonnie Brindle (1985-1986)
- Paul C. Scott: Reggie Williams

## Episódios
Não há informação se todos os episódios das 4 temporadas originais de Vicky foram dublados. Existem episódios dublados conhecidos das três primeiras temporadas, faltando alguns episódios para completar cada temporada em relação as temporadas americanas, principalmente a 3ª temporada. Os episódios conhecidos e dublados em português estão listados abaixo:
1ª TEMPORADA (1985-86)
Ep.01 - Piloto - A chegada de Vicky (Vicki's Homecoming )
Ep.02 - Os vizinhos (The Neighbors)
Ep.03 - A babá (The Sitter)
Ep.04 - O pretendente (The Suitor)
Ep.05 - O fugitivo/Ciumento (Sibling Rivalry)
Ep.06 - Spielberg Jr. Um grande cineasta (Spielberg, Jr.)
Ep.07 - A mentira (The Lie)
Ep.08 - O valentão (The Bully)
Ep.15 - O acampamento (The Camping Trip)
Ep.16 - Uma História de Amor (Love Story)
Ep.17 - O pai substituto (Substitute Father)
Ep.19 - A empresa assume (The Company Takeover)
Ep.20 - Um bom amigo (Good Ol' Lou)
Ep.21 - Tal pai, tal filho (Like Father, Like Son)
Ep.23 - A verdade da vida (The Real Facts of Life)
Ep.24 - Os Avós (The Grandparents)
2ª TEMPORADA (1986-87)
Ep.25 -  Um problema de Tabaco/Os aubs - (Chewed Out/Smoker's Delight)
Ep.26 - Dinheiro, só dinheiro (Money, Money, Money)
Ep.27 - Minha mãe, minha professora (My Mother the Teacher)
Ep.28 - O julgamento (Here Comes the Judge)
Ep.32 - Quem é o chefe? (Who's the Boss)
Ep.33 - P.P. Paula (P-P-P Paula)
Ep.34 - É preciso ter coração (You Gotta Have Heart)
Ep.35 - Pequenos roubos (The Shoplifter)
Ep.36 - Uma história de anos (Thanksgiving Story)
Ep.37 - Vizinhos vigilantes (Neighborhood Watch)
Ep.38 - A mudança (Movin' Up)
Ep.45 - O campeão (Wally the Wimp)
3ª TEMPORADA (1987-88)
Ep.49 - Wosdward e Bernstein (Woodward and Bernstein)
Ep.52 - Os noivos (Bride and Groom)
Ep.53 - Não adianta insistir (It's Okay to Say No)
Ep.54 - Leia meus lábios (Read My Lips)
Ep.56 - Horror em Lowsonville (The Lawsonville Horror)
Ep.63 - Tchau, Tchau Brindles (Bye Bye Brindles)